# Степски орао
Степски орао (лат. Aquila nipalensis) средње је велики орао из породице јастребова (лат. Accipitridae) који се гнезди у јужним степским подручјима Русије, Африке, средње Азије, Арабије, Индије, Монголије и Кине. Женка леже до три јаја, на којима седе оба пола 40 - 50 дана.

## Опис
Степски орао је средње велики орао с распоном крила од 165 до 190 цм, може нарасти 62-74 цм. Тежи 1,5-3,5 кг. Може живети 50-60 година.
Мање се креће од осталих орлова. Храни се малим сисарима до величине зеца, поготово глодарима, због којих се сели у подручја где их више има. Хвата и птице и инсекте, као и лешине. Понекад краде храну коју су ухватили други предатори. Делимично је птица селица.
Налази се на застави Казахстана.

## Распрострањеност
Гнезди се на територији која се простире од Румуније на западу, преко јужне Русије и степа средње Азије, до Монголије на истоку. У гнездо које прави на дрвету полаже 1-3 јаја. Европске и централноазијске популације зимују у Африци, а источније популације у Индији.
Може се видети и у југоисточном Пакистану, нарочито у Карачију. Током сеобе велики број птица се може видети у Непалу. Током октобра и новембра до 15,3 птице на сат.

## Станиште
Насељава сува станишта, као што су пустиње, полупустиње, степе и саване. Храни се у највећој мери свежим стрвинама свих врста, али повремено лови живи плен, мале сисаре, као што су глодари и зечеви и мале птице, не веће од јаребица. Такође, до хране може доћи крађом од других грабљивица. 